# Pedro Ignacio Wolcan Olano
Pedro Ignacio Wolcan Olano, né le 21 octobre 1953 à Nueva Helvecia, est un prélat catholique uruguayen, qui est depuis le 19 juin 2018 évêque du diocèse de Tacuarembó.

## Biographie
Mgr Wolcan Olano nait à Nueva Helvecia en 1953. Il étudie au séminaire interdiocésain de Montevideo, est ordonné prêtre le 21 septembre 1986 et est incardiné au diocèse de Mercedes.
De 1986 à 1991, il est curé de la cathédrale de Mercedes (en).
En 2005, il devient curé de la paroisse de la Santísima Trinidad et, en 2006, curé de la paroisse de Nuestra Señora del Carmen. Depuis 2015, il est vicaire général du diocèse.
Le 19 juin 2018, il est nommé évêque de Tacuarembó.
Il reçoit l'ordination épiscopale le 12 août suivant dans la cathédrale Saint Fructueux, à Tacuarembó, par les mains de Carlos María Collazzi Irazábal (it), évêque de Mercedes.